# Stammliste des Hauses Hoya

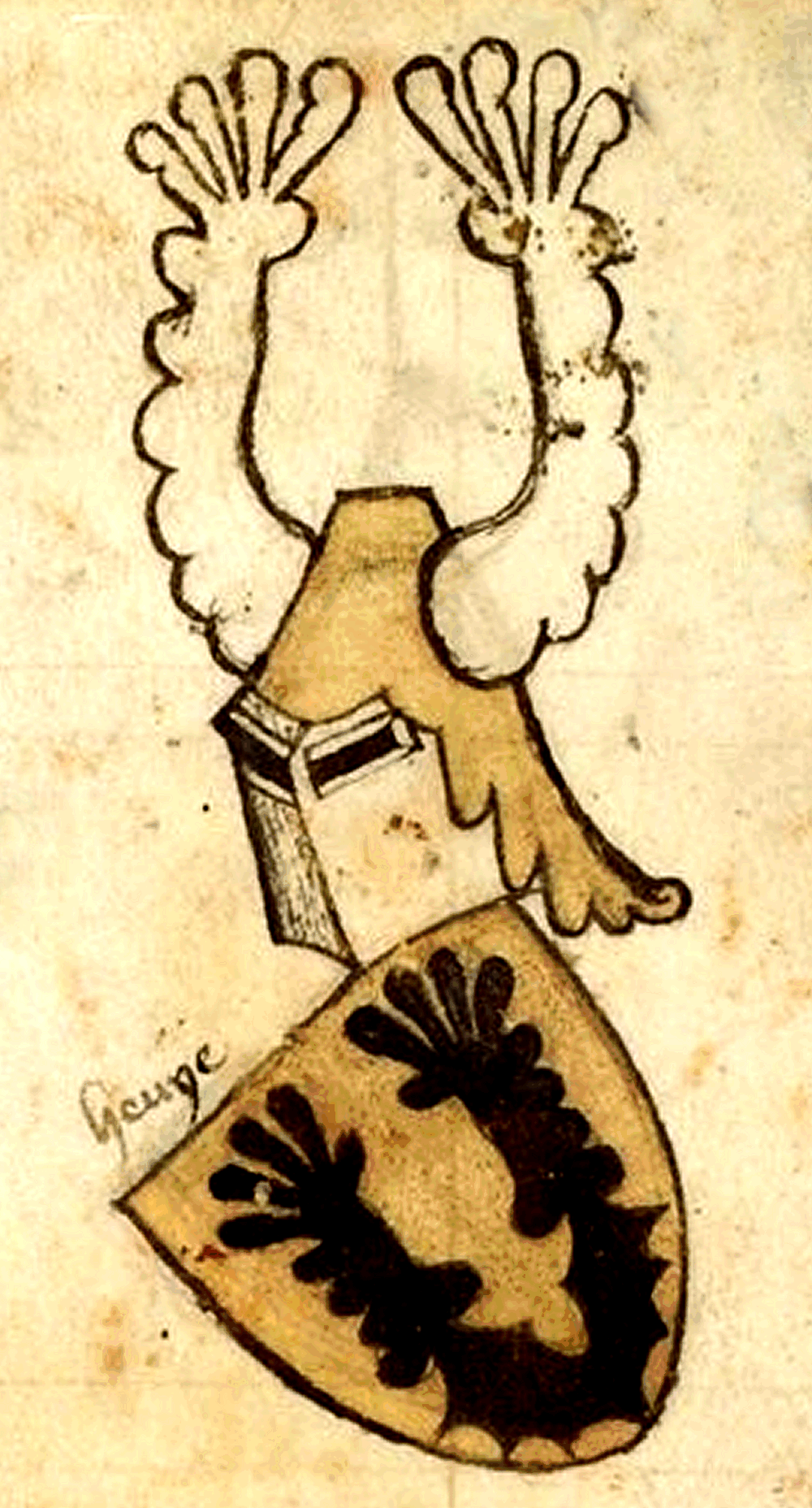
Zeitgemäße Darstellung des Wappens der Hoya

Dies ist die Stammliste des Hauses Hoya, das die Grafen von Hoya stellte.
1. Heinrich I. († 1235), 1. Graf von Hoya: 1202–1235 
⚭ Richenza von Wölpe († 7. Juni 1227), Tochter des Grafen Bernhard II. von Wölpe und Sophia von Dassel, Tochter des Grafen Ludolf I. von Dassel
  1. Adelheid († nach 1226), Stiftsdame im Stift Bassum: 1224–1226
  2. Bernhard († 1243), Domherr im Erzstift Bremen und Propst in Bücken
  3. Burchard († 1. April 1294), Dompropst im Hochstift Verden: 1253–1282
  4. Gerhard I. († 4. Mai 1269), Fürstbischof von Verden: 1251–1269
  5. Ermengard († nach 21. Januar 1264) ⚭ Konrad von Wahnebergen († 1264)
  6. Heinrich II. († 25. Januar 1290), 2. Graf von Hoya: 1235–1290 
⚭ Jutta von Ravensberg († 17. Mai 1282), Tochter von Ludwig von Ravensberg und Gertrud II. zur Lippe, Tochter des Edelherrn Hermann II. zur Lippe
    1. Elisabeth († 1320) 
⚭ Heinrich V. von Regenstein
    2. Ermengard 
⚭ Heinrich V. von Oldenburg, Graf von Wildeshausen und Bruchhausen (* vor 1232; † nach 1270), Sohn von Heinrich III. von Oldenburg, Graf von Wildeshausen und Ermtrud von Schoten-Breda (de Schodis), Tochter des Grafen Heinrich II. von Breda
    3. Gerhard II. († 1313), 3. Graf von Hoya: 1290–1313 
⚭ Adelheid († nach 10. August 1292)
    4. Heinrich († 30. August 1302), Domherr im Hochstift Minden: 1271–1288
    5. Jutta 
⚭ Ludolf von Steinfurt
    6. Otto II. (* 1271; † 1324), 4. Graf von Hoya: 1313–1324 
⚭ Ermengard von Schauenburg († 1326), Tochter des Grafen Adolf VI. von Holstein-Pinneberg und Schaumburg und Helene von Askanien, Tochter des Herzogs Johann I. von Sachsen-Lauenburg
      1. Gerhard III. († 1383), Graf der Niedergrafschaft Hoya: 1324–1383 
⚭ (I) Gisela von Oldenburg († 1350), Tochter des Grafen Johann II. von Oldenburg und Hedwig von Diepholz 
⚭ (II) Jutta von Delmenhorst
        1. Otto III. († 13. April 1428), Graf der Niedergrafschaft Hoya: 1383–1428 
⚭ (I) Adelheid von Diepholz († 1383) 
⚭ (II) 1385 Mechthild von Braunschweig-Lüneburg (* um 1370; † 23. Februar 1433), Tochter des Herzogs Magnus II. Torquatus zu Braunschweig-Lüneburg und Katharina von Askanien, Tochter des Fürsten Bernhard III. von Anhalt-Bernburg
          1. Otto V. († 1455), Graf der Niedergrafschaft Hoya: 1428–1451 
⚭ Adelheid von Rietberg († 25. Dezember 1459)
            1. Otto VII., Graf der Niedergrafschaft Hoya: 1451–1497
            2. Friedrich († zwischen 6. Januar und 26. Februar 1503), Graf der Niedergrafschaft Hoya: 1457–1503
            3. Mechthild († zwischen 27. August 1467 und 26. Dezember 1469), Äbtissin von Kloster Wunstorf: 1452–1467

          2. Friedrich († 8. März 1437), Domherr im Erzstift Bremen
          3. Gerhard III. († 11. April 1463 Bremen), Dompropst in Braunschweig: 1433–1438, Erzbischof von Erzstift Bremen: 1442–1463
          4. Katharina (* 1412; † 18. Februar 1474; ▭ Wienhausen), Äbtissin von Kloster Wienhausen: 1422–1469
          5. Magnus († nach 5. Februar 1447), Subdiakon im Erzstift Bremen
          6. Jutta († 1415) 
⚭ Herzog Johann IV. zu Mecklenburg (* ca. 1378; † 16. Oktober 1422 Schwerin), Sohn von Herzog Magnus I. von Mecklenburg und Elisabeth von Pommern-Wolgast, Tochter des Herzogs Barnim IV. von Pommern-Wolgast
          7. Irmgard († 1426) 
⚭ Konrad X. von Diepholz

        2. Johann († nach 1373; ▭ Hoya), Offizial des Erzstift Bremen
        3. Heinrich II. († 15. Februar 1441; ▭ Dom Verden), Fürstbischof von Verden: 21. Februar 1407 – 14. August 1426
        4. Gerhard III. (* um 1360; † 27. Januar 1398), Domherr zu Bremen: 1371–1398, (Fürstbischof von Minden:  Dezember 1397 – 27. Januar 1398?)

      2. Johann II. (* 1319; † 27. Dezember 1377), Graf der Obergrafschaft Hoya: 1324–1377 
⚭ 1338 Helene von Askanien († 1359), Tochter des Herzogs Erich I. von Sachsen-Lauenburg und Elisabeth von Pommern, Tochter des Herzogs Bogislaws IV. von Pommern
        1. Erich I. (* 1370; † 1426), Graf der Obergrafschaft Hoya: 1377–1426 
⚭ 1390 Helene von Braunschweig-Lüneburg, Tochter des Herzogs Magnus II. Torquatus zu Braunschweig-Lüneburg und Katharina von Askanien, Tochter des Fürsten Bernhard III. von Anhalt-Bernburg
          1. Johann V. (* um 1395; † 10. April 1466) Graf der Obergrafschaft Hoya: 1426–1466 
⚭ 1459 Elisabeth von Diepholz († 22. Mai 1475)
            1. Jobst I. (* um 1460; † 6. Januar 1507), Graf der Obergrafschaft Hoya: 1466–1507 
⚭ 1488 Ermengard zur Lippe (* 1469; † 24. August 1524), Tochter des Edlen Herrn Bernhard VII. „Bellicosus“ zur Lippe und Anna von Schauenburg, Tochter des Grafen Otto II. von Holstein-Pinneberg
              1. Jobst II. (* 1493; † 25. April 1545), Graf von Hoya: 1511–1545 
⚭ Anna von Gleichen († 21. Juni 1545)
                1. Albrecht II. (* 1526; † 18. März 1563), Graf von Hoya: 1545–1563 
⚭ 1561 Katharina von Oldenburg (* 8. August 1538; † 1. Februar 1620), Tochter des Grafen Anton I. von Oldenburg und Delmenhorst und Sophie von Askanien, Tochter des Herzogs Magnus I. von Sachsen-Lauenburg
                2. Erich V. (* 1535; † 12. März 1575), Domherr in den Erzstiften Bremen und Köln sowie im Hochstift Straßburg, Graf von Hoya: 1563–1575 
⚭ 1568 Armgard von Rietberg, Tochter des Grafen Johann II. von Rietberg und Agnes von Bentheim und Steinfurt, Tochter des Grafen Arnold II. von Bentheim-Steinfurt
                3. Otto VIII. (* 1530; † 25. Februar 1582), Domherr im Erzstift Köln und im Hochstift Verden, Graf von Hoya: 1563/75–1582 
⚭ 1568 Agnes von Bentheim und Steinfurt, Witwe des Grafen Johann II. von Rietberg, Tochter des Grafen Arnold II. von Bentheim-Steinfurt und Walburga von Brederode-Neuenahr
→	Geschlecht im Mannesstamm ausgestorben; die Grafschaft Hoya wird von den Herzögen zu Braunschweig-Lüneburg in Besitz genommen
                4. Margarethe (* 1527; † 1596), Äbtissin in Bassum: 1541–1549 
⚭ 1549 Graf Rudolf IX. von Diepholz (* 1524; † 1560), Sohn des Edlen Herrn Friedrich I. von Diepholz und Eva von Regenstein, Tochter des Grafen Ulrich VIII. (XV.) von Regenstein und Blankenburg
                5. Jobst (* 1528; † April 1546 Paris), Domherr im Erzstift Köln
                6. Wolfgang (* 1531; † 28. Oktober 1559 Straßburg nach Sturz vom Pferd), Domherr im Hochstift Verden, im Erzstift Köln und im Hochstift Straßburg
                7. Magdalena (* 1532; † vor 5. Juni 1545 Nienburg)
                8. Anna (* 1533; † 26. November 1585; ▭ Bassum), Äbtissin von Stift Bassum: 1549–1584
                9. Maria (* 14. April 1534; † 28. Dezember 1612 Terborg) 
⚭ 7. Mai 1554 Graf Hermann Georg von Limburg-Styrum (* 1540 Borculo; † 27. August 1574), Sohn des Grafen Georg von Limburg-Styrum und Gräfin Irmgard von Wisch, Tochter von Heinrich V. von Wisch
                10. Johann (* 1536; † nach 21. Oktober 1549 Borculo), Stiftsherr in Bücken
                11. Ermengard (* 1537; † 1575) ⚭ Johann von Büren
                12. Elise (* 1538; † 1548)
                13. Friedrich III. (* 1540; † 1570), Domherr im Hochstift Straßburg und im Erzstift Köln

              2. Johann VII. († 11. Juni 1535 gefallen in der Schlacht bei Assens auf Fünen), Heerführer im Dienst Schwedens und Lübecks 
⚭ 15. Januar 1525 Margaret Eriksdotter Wasa (* 1497; † 31. Dezember 1536), Tochter von Erik Johannsson Wasa und Cecilia Månsdotter Eka; Schwester des schwedischen Königs Gustav I. Wasa
                1. Johann VIII. (* 18. April 1529 in Viborg; † 5. April 1574 auf Schloss Ahaus), Graf von Hoya-Stolzenau: 1547, Fürstbischof von Osnabrück: 1553–1574 (Johann IV.),   Fürstbischof von Münster: 1566–1574 (Johann III.), Administrator des Hochstift Paderborn: 1568–1574 (Johann II.)
                2. Jobst, Koadjutor von Köln (durch Franz von Halle gefangen genommen und im Gefängnis gestorben)

              3. Erich IV. (* um 1504; † 24. Oktober 1547; ▭ Klosterkirche Schinna), Graf von Hoya-Stolzenau: 1525–1547
              4. Anna († nach 1520), Stiftsdame im Stift Vreden: 1507–1520
              5. Elisabeth († zwischen 1507 und 1520), Stiftsdame im Stift Essen
              6. Marie (* 25. Juli 1508; † 21. November 1579; ▭ Boekeloo) 
⚭ 1530 Jodok von Bronkhorst und Boekeloo (* 2. Dezember 1503; † 15. Oktober 1553; ▭ Boekeloo), Sohn des Friedrich von Bronkhorst, Herr zu Steenderen und Mechtild von Leck, Tochter des Grafen Owald I. von dem Bergh

            2. Erich († nach 1484)
            3. Johann († nach 1486)

          2. Albrecht († 25. April 1473 in Petershagen; ▭ Dom Minden), Fürstbischof von Minden: 1436–1473, Administrator des Bistums Osnabrück: 1450–1454
          3. Otto († um 29. Mai 1440), Dompropst im Erzstift Hamburg: 1429–1430, Administrator im Erzstift Bremen: 1432–1440
          4. Erich I. (* um 1410; † 30. April 1458), Administrator des Bistums Osnabrück: 1437–1441/42, Dompropst in Köln: 1437–1457, Gegenbischof im Bistum Münster: 1450–1457
          5. Helene († 1426) 
⚭ Graf Adolf IX. von Schauenburg und Holstein-Pinneberg (* um 1375; † 1426), Sohn des Grafen Otto I. von Holstein-Pinneberg und Mechthild von Braunschweig-Lüneburg, Tochter des Herzogs Wilhelm II. zu Braunschweig und Lüneburg
          6. Ermengard 
⚭ um 1428 Graf Otto VII. von Tecklenburg († nach 1452), Sohn des Grafen Nikolaus II. von Tecklenburg und Anna von Moers, Tochter von Graf Friedrich III. von Moers

        2. Johann I. (* 1355; † 12. Mai 1424 in Hildesheim; ▭ Dom Hildesheim), Fürstbischof von Paderborn: 1394–1399, Fürstbischof von Hildesheim 1399–1424 (Johann III.)
        3. Otto IV. († 14. Oktober 1424 in Beverungen; ▭ Osnabrück), Fürstbischof von Münster: 1392–1424, Administrator des Bistums Osnabrück: 1410–1424 (Otto II.)
        4. Ermengard († 1415) 
⚭ Simon III. zur Lippe (* um 1340; † 1410), Sohn des Edelherrn Otto von Lippe und Irmgard von der Mark

      3. Heilwig 
⚭ Christian von Oldenburg
      4. Hadewig († nach 1365), Äbtissin von Stift Bassum: 1363–1365
      5. N.N. 
⚭ Heinrich von Homburg († nach 1338), Sohn des Edlen Herren Bodo von Homburg und Agnes von Everstein, Tochter des Grafen Hermann I. von Everstein-Polle

    7. Richza (Richenza) 
⚭ Graf Johann I. von Oldenburg (* um 1204; † um 1270), Sohn von Graf Christian II. von Oldenburg und Agnes von Altena-Isenberg, Tochter des Grafen Arnold von Altena
    8. Sophie († 24. Februar 1301), Äbtissin von Stift Bassum: 1294–1301
    9. möglicherweise 17 weitere, jung verstorbene Kinder

  7. Jutta 
⚭ Ludolf von Hallermund
  8. Otto, Domherr im Hochstift Verden (Bischof Otto I. von Minden?)
  9. Richenza 
⚭ Wedekind von Schalksberg
  10. Wedekind I. († 20. September 1261; ▭ Loccum), Fürstbischof von Minden: 1253–1261